# Cantó de Samatan
Samatan és un cantó del departament francès del Gers, que a l'edat mitjana fou també una senyoria. Té les següents comunes:
- Beserilh
- Casaus Savés
- La Bastida Savés
- Lahàs
- Montblanc
- Nisàs
- Nolhan
- Pebeas
- Polastron
- Pompiac
- Sent Andreu
- Sent Solan
- Samatan
- Savinhac e Lo Monar
- Seishas Savés

## Història
| Data d'elecció                           | Identitat     | Partit | Qualitat |
| ---------------------------------------- | ------------- | ------ | -------- |
| 1988-1994                                | Yves Chaze    | PS     |          |
| 1994-                                    | René Daubriac | PS     |          |
| les dades anteriors no són pas conegudes |               |        |          |
|                                          |               |        |          |

## Demografia
| 1962  | 1968  | 1975  | 1982  | 1990  | 1999  | 2006  |
| ----- | ----- | ----- | ----- | ----- | ----- | ----- |
| 3.925 | 4.305 | 3.983 | 3.998 | 3.854 | 3.934 | 4.684 |